# Givi Onasjvili
Givi Onasjvili, född 27 juli 1947 i Georgien, är en tidigare sovjetisk judoutövare.
Han tog OS-brons i herrarnas tungvikt i samband med de olympiska judotävlingarna 1972 i München.